# Stomiopeltopsis nolinae
Stomiopeltopsis nolinae är en svampart som beskrevs av A.W. Ramaley 2002. Stomiopeltopsis nolinae ingår i släktet Stomiopeltopsis och familjen Micropeltidaceae.   Inga underarter finns listade i Catalogue of Life.